# Ariete
De Ariete, Italiaans voor stormram, is een Italiaanse gevechtstank die sedert 1995 dienstdoet bij het Italiaanse leger.

## Geschiedenis
De tank werd in de jaren 1980 ontwikkeld door een consortium van voertuigfabrikant Iveco-Fiat, dat het chassis en de motor leverde, en wapenfabrikant Oto Melara, dat de toren en het kanon leverde. Dat kanon was een eigen versie van het 120 mm-tankkanon van Rheinmetall dat ook op de Duitse Leopard 2 staat. Het voertuig is voorts uitgerust met moderne optische en digitale beeldvormingssystemen, waardoor ook nachtelijke operaties mogelijk zijn, en een vuurcontrolesysteem van Galileo Avionica dat toelaat al rijdend – hetzij aan beperkte snelheid – te vuren.
De eerste zes prototypes waren in 1988 klaar, en werden vervolgens uitvoerig aan testen onderworpen. De eerste leveringen hadden in 1993 moeten plaatsvinden, maar liepen twee jaar vertraging op. Het laatste exemplaar werd in augustus 2002 afgeleverd.
In de beginjaren doken problemen op met de Fiat MTCA-motor. Die was minder krachtig dan die in vergelijkbare westerse tanks, en moest op een hoger toerental draaien om goed te presteren, waardoor hij minder lang meeging. Een tot 30L uitgeboorde versie met 1600 pk werd ontwikkeld, maar is er door technische en financiële moeilijkheden uiteindelijk niet doorgekomen. De motor is verder gekoppeld aan een in licentie geproduceerde automatische versnellingsbak van ZF, met vier versnellingen vooruit en twee achteruit.
Een verbeterde versie van de Ariete werd op Eurosatory 2002 voorgesteld. Die heeft een nieuwe automatische munitielader, hydropneumatische ophanging, vuurcontrolesysteem en motor, en bijkomende bepantsering. De Ariete 2 zou oorspronkelijk ergens tussen 2015 en 2020 in productie gaan, maar door de budgettaire perikelen van Italië heeft het leger daar tot dusver geen plannen om hem te bestellen.